# Bernardo Pereira da Silva
Bernardo Fernandes Pereira da Silva OMAI (m. Viana do Castelo, 10 de Fevereiro de 1948), foi um jornalista português. Devido à sua longa carreira no jornal A Aurora do Lima, ficou conhecido como o decano dos jornalistas portugueses.

## Biografia
Empregou-se no jornal A Aurora do Lima em 1878, aos doze anos de idade, como tipógrafo. Em 1889 ascendeu ao posto de editor, e em 1907 torna-se no oitavo director do jornal. Em 1922 passa a ser o proprietário, tendo mantido a posse do jornal até ao ao seu falecimento. A sua longa carreira como director e proprietário ficou marcada por vários importantes acontecimentos na história nacional, como a implementação da república e o início da ditadura, que tiveram impactos profundos na imprensa.
Em 11 de Março de 1939 foi agraciado com o grau de oficial da Ordem do Mérito Industrial.
Faleceu em 10 de Fevereiro de 1948, na cidade de Viana do Castelo, aos 82 anos de idade.